# Candice Bergen
Candice Patricia Bergen, ameriška igralka, * 9. maj 1946, Beverly Hills, Kalifornija, Združene države Amerike.
Candice Bergen je petkratna emmyjeva nagrajenka in dvakratna dobitnica zlatega globusa, ki je najbolj poznana po svoji vlogi v seriji Murphy Brown in kot Shirley Schmidt v ABC-jevi seriji Zvezde na sodišču.